# Cabo Variable
Das Cabo Variable ist ein isoliertes Kap vor der Caird-Küste des ostantarktischen Coatslands. Es liegt am nördlichen Rand des Brunt-Schelfeises.
Argentinische Wissenschaftler benannten es. Der weitere Benennungshintergrund ist nicht überliefert.